# Gaius Verres
Gaius Verres (* Kr. e. 114 ; † Kr. e. 43) római politikus, egyben Szicília provincia helytartója. Csaknem mindent, amit életéről tudunk Cicero „Verres elleni beszédéből“ (Orationes in Verrem) tudjuk. Ciceró volt a vádló Kr. e. 70-ben az ellene folyó perben. E beszéd ennek megfelelően elfogult volt.
Törzsi neve (távolról megfelel a családi névnek) (nomen gentile) ismeretlen. A római nevek harmadik tagja, a cognomen, esetében Verres, jelentése kan.

## Élete
Verres apjának neve azonos a fiáéval. Szenator volt, (Kr. e. 71-ben elhunyt). Verres ifjúságáról csak Cicero vádbeszédéből tudunk: játékszenvedély, prostituáltak és önmaga prostituálása, vagyis a politikai ellenfél diffamálását szolgáló szokásos toposzok. Kr. e. 84-ben Verres Gnaeus Papirius Carbo consul quaestora lett és a populárisoknak támogatója, de rá egy évre átpártolt Sullához, aki egy újabb évre rá Róma diktátora lett.

### Verres, mint proquaestor Kilikiában
Kr. e. 80-ban Gnaeus Cornelius Dolabella, Róma kilikiai helytartója Kisázsiában Verrest a legatusának nevezte ki és egy évvel később pedig proquaestorrá. Állítólag mindketten műkincsekkel gazdagodtak és a lakosságot sarcolták, sőt később egész Kisázsiára kiterjesztették e tevékenységüket. Kr. e. 78-ban Dolabellát megvádolták egy actio de repetundis nevű eljárásban, mely a helytartókkal szemben védte a lakosokat. Verres egykori elöljárójával szemben a vád tanújaként terhelő vallomást tett Dolabella ellen, mely tanúvallomás következtében Donabellát elítélték, Verrest felmentették.

### Verres, mint praetor urbanus
Kr. e. 74-ben Verrest ebbe a hivatalba választották. A praetor hivatalba lépésekor deklarálja a jogalkalmazás alapjait. Minden látszat szerint Verres e deklarációjához nem tartotta mindig magát. Cicero Verres praetorkodásáról nagyon kevés lényegit mondott.

### Verres, mint helytartó Szicíliában
Kr. e. 73–71-ben Verres végül propraetor (helytartó) Szicília római provinciában. Működésével segítette Rómát abban, hogy a sziget előnyeit kiaknázza. Mivel eközben részben brutális eszközökkel is élt, kárt okozott a szigetlakóknak és maga ellen hangolta befolyásos római politikusok klientúráját. Nyilván rátette kezét jó néhány műtárgyra és jogtalanul tett szert közvagyonra. Nem lehetett rábizonyítani a részvételt templomok kirablásában és sok vitatott tárgyról állította, hogy azok vagy ajándékok, vagy megvette őket. További vádak hangzottak el ellene sikkasztás és zsarolás miatt.

### actio de repetundis Verres ellen
E vádakat karolta fel Marcus Tullius Cicero és képviselte Verres ellen Kr. e. 70-ben. Cicero öt évvel korábban egyenességével és megbízhatóságával, amit a quaestor hivatalának betöltésében tanúsított kivívta a szicíliaiak tiszteletét. A vád pontjaiban pénzsóvár politika és ítélkezés, korrupció, igazságtalan adóztatás, valamint műkincsek kizsarolása és végül mindezek tetejében még római polgárok megölése sűrűsödtek össze. Verres védője a neves Quintus Hortensius Hortalus volt. A bírák közt kizárólag a római szenátus tagjai voltak. Verres terve időnyerés volt a per elhúzásával, mert a következő évben már az ő barátja Marcus Caecilius Metellus lett volna a bírák elnöke. Hortensius két taktikát alkalmazott arra, hogy az időt húzza: előbb azt akarta elérni, hogy Verres pere előtt előbb Bithünia helytartójának perét tárgyalja a bíróság. Amikor ez a taktikája sikertelennek bizonyult, azon fáradozott, hogy legyen a per elnapolva egymásra következő római ünnepnapok utánra, melyek múltán már csak kevés idő maradt volna az új elnök belépéséig. Ez a taktika sem volt sikeres. Már augusztusban elkezdődött a tárgyalások sora és Cicero úgy próbálta meg Hortensius taktikáját semlegesíteni, hogy lángoló, de rövid beszédével elérte a tanúk meghallgatását és a bizonyítékok feltárását az eredetileg tervezettnél lényegesen korábban végbevigyék.

### A per vége, önkéntes száműzetés és halál
A súlyos bizonyítékok és a tanúk hosszú listája arra kényszerítették Verrest, hogy még annak befejezése előtt elismerje a vesztést és önként száműzetésbe menjen Massiliába. Cicero rendezte bizonyítékainak anyagát, retorikailag kidolgozott formában öt kötetes könyv (De praetura urbana, De praetura Siciliensi, De frumento, De signis, De suppliciis) nyilvánosságra hozta. Cicero ugyan 40 millió szeszterciust követelt kártérítésként, de csak 3 millió lett ez végül. Massiliában Verres a római politikától távol élte a maga gazdag életét. Kr. e. 43-ban épp ez a gazdagság eredményezte, hogy proscriptio – listára került, ennek nyomán pedig megölték. Ebben döntő szerepet kapott az a vita, amely néhány igen értékes korinthoszi váza körül közte és Marcus Antonius között kirobbant.

## Irodalmi feldolgozás
Verres pere Robert Harris az Impérium című regényének a témája.

## Fordítás
Ez a szócikk részben vagy egészben  a   Gaius Verres című német Wikipédia-szócikk ezen változatának fordításán alapul.  Az eredeti cikk szerkesztőit annak laptörténete sorolja fel. Ez a jelzés csupán a megfogalmazás eredetét és a szerzői jogokat jelzi, nem szolgál a cikkben szereplő információk forrásmegjelöléseként.